# 조지아 엥글
조지아 브라이트 엥글(Georgia Bright Engel, 1948년 7월 28일 ~ 2019년 4월 12일)은 미국의 배우이다.

## 출연 작품
- 부그와 엘리엇 (2006)
- 피너츠 송 (2002)
- 닥터 두리틀 2 (2001)
- 내 사랑 레이몬드 (1996)
- 코치 (1989)
- 사인 오프 라이프 (1989)
- 아기 곰 구출단 (1985)
- 꿈꾸는 낙원 (1978)
- 사랑의 유람선 (1977)
- 암흑가의 대결 (1973)
- 탈의 (1971)